# Skovflåt
 "Flåt" omdirigeres hertil. For den taksonomiske gruppe flåter, se Blodmider.
Skovflåten (Ixodes ricinus) (også blot kaldet flåt og historisk og i dagligsprog tæge) er en blodsugende mide, der hører til spindlerne, lige som bl.a. edderkopperne. Skovflåtens bid kan overføre patogener, såsom bakterien borrelia, der er skyld i infektionssygdommen borreliose, og den virus, der forårsager TBE.

## Etymologi
I folkelig sprogbrug kaldes skovflåter også tæger, som er det sproghistorisk mest brugte ord for dyret i Europa (engelsk: Tick; tysk: Zecke; fransk: Tique; italiensk: Zecca, hollandsk; Teke, frisisk: Teg). Tæge betyder sproghistorisk noget der prikker , mens ordet flåt hentyder til dyrets flade form. Da tæge også er betegnelsen for hele den gruppe insekter, der kaldes hemiptera, næbmunde eller tæger, bruges ordet skovflåt for at undgå forvirring. Tæger er insekter, hvor flåter er spindlere.

## Livscyklus
Flåten lever af blod fra fugle og pattedyr og er gennem én livscyklus nødt til at spise tre måltider blod. Det første måltid skaffer den sig som regel fra mindre dyr og fugle, det andet fra f.eks. pindsvin, egern, hare eller fasan, og det tredje helst fra en hjort eller – til nød – et menneske. Efter hvert måltid lader flåten sig falde til jorden, hvor den fordøjer blodet. Så kravler den op i lav, knæhøj vegetation som græs og andre skovbundsplanter, hvor den sidder og venter på næste offer. Flåter har ikke nogen synssans, men den har et Haller-organ, som tillader den at opfange lugt, luftfugtighed, udånding og temperatur på et offerdyr op til 15 meter væk. Når hunnen har fået sit tredje måltid, lægger hun op til 2.000 æg under nedfaldne blade.
Da skovflåter er meget følsomme over for udtørring, er de mest almindelige i egentlig skov, men de kan dog også findes i krat og moser, hvor der er konstant fugtigt.

## Udbredelse
Skovflåten har stor udbredelse. Den kan findes i hele Europa, det vestlige Rusland, det nordlige Afrika samt store dele af Mellemøsten. I Danmark findes flåten særligt i de østlige dele af Jylland samt på hele Sjælland. Flåter er dog fundet i hele landet - også på Bornholm. Udbredelsen afhænger i stor grad af antallet af større dyr (særligt rådyr), som er vektorer for flåten, i et område. Man kan beregne, hvor mange flåter der er i en vilkårlig skov, alene på baggrund af oplysninger om jordbunden og hvor mange rådyr, der er.
På Sjælland og i Østjylland har man via ”flagging"-metoden, hvor man trækker et hvidt stykke stof, der er bundet til en pind som et flag, hen over bevoksningen, kunnet fange ca. 2–3 nymfer pr. minut. I Vestjylland var fangsten nede på 0,2 pr. minut, hvilket kan skyldes det tørre klima. På Bornholm fanges helt op til 5–7 nymfer pr. minut, hvilket primært skyldes de mange rådyr og den gode lerede jord.

## Smittespredning
Problemet med skovflåten er ikke, at den skal bruge blod. Det gør ingen synderlig skade, selv om der kan findes flere end 200 voksne flåter på ét enkelt rådyr. Det er langt værre, at skovflåten kan få skadevoldende mikroorganismer i sig fra en smittet vært. Disse organismer kan overføres til den næste vært. På den måde kan mennesker blive smittet med adskillige alvorlige sygdomme som for eksempel borreliose, babesiose, bartonella, rickettsiose og TBE (flåtbåret hjernebetændelse). De første er bakterieinfektioner, som kan medføre lammelser, smerter, kognitive problemer og nervebetændelse, mens TBE er en virussygdom, der kan forårsage hjernebetændelse (encefalit).

## Undgå smitte
Der er en række forhold, som øger sandsynligheden for at undgå smitte:
- færdes i skoven med langærmede trøjer og bukser i månederne maj-september
- følg de banede stier uden græs eller andre lave urter
- brug gummistøvler med bukserne trukket udenpå og sikret med en elastik
- undersøg kroppen (især på de varme, fugtige steder) grundigt efter turen
- fjern skovflåten hurtigst muligt.

Hvis man bliver smittet med borrelia-bakterien, vil der i ca. 50 % af tilfældene, dannes en rød ring på huden uden om bidstedet. Bliver den større end en 5-krone, bør man søge læge.
Det er dog ikke altid, der kommer en rød ring om bidstedet. En nyere borrelia-art kaldet Borrelia miyamoto, som i 2015 blev opdaget i danske flåter, giver ikke det karakteristiske røde mærke, men kan give periodisk feber. En penicillinkur standser ofte angrebet fuldstændigt, når det bliver taget i tide. Men det er ikke altid, en antibiotika-behandling kan slå en borreliainfektion ned.
Ved TBE (fra engelsk Tick Borne Encephalitis; også kaldet Centraleuropæisk hjernebetændelse, Früh-Sommer-Meningo-Encephalitis (FSME) eller Østeuropæisk hjernebetændelse) er symptomerne mere usikre. Her er notater over patientens temperatur afgørende. Sygdommen giver sig til kende i to faser hver gang med høj feber (ofte over 40 °C), med en periode med næsten normal temperatur imellem.
Der er ingen anden behandling for TBE end at stabilisere patientens vand- og saltbalance og tilføre næring og vitaminer. Der findes en vaccine mod sygdommen, til dem der færdes meget i skoven. Vaccinen indeholder en inaktiveret skovflåtbåren meningoencephalitisvirus.